# Росфорд (Охајо)
Росфорд (енгл. Rossford) град је у америчкој савезној држави Охајо.

## Демографија
По попису из 2010. године број становника је 6.293, што је 113 (-1,8%) становника мање него 2000. године.
| Група             | 2000.         | 2010.         |
| Белци             | 6.104 (95,3%) | 5.836 (92,7%) |
| Афроамериканци    | 82 (1,3%)     | 104 (1,7%)    |
| Азијати           | 52 (0,8%)     | 59 (0,9%)     |
| Хиспаноамериканци | 108 (1,7%)    | 219 (3,5%)    |
| Укупно            | 6.406         | 6.293         |